# Colibrí ermità de l'Equador
El colibrí ermità de l'Equador (Phaethornis baroni) és una espècie d'ocell de la família dels troquílids (Trochilidae) que habita el sotabosc de les selves de l'Equador occidental i nord-oest del Perú.
Freqüentment considerada una subespècie de Phaethornis longirostris.